# Semau
Semau (indonez. Pulau Semau) – wyspa w Indonezji w archipelagu Małych Wysp Sundajskich, zamieszkiwana przez lud Helong. Administracyjnie należy do kabupatenu Kupang.